# Arquidiocese de Raipur
A Arquidiocese de Raipur (Archidiœcesis Raipurensis) é uma arquidiocese da Igreja Católica situada em Raipur, na Índia. É fruto da elevação da diocese de Raipur, antiga prefeitura apostólica criada em 1964, desmembrada da Arquidiocese de Nagpur. Seu atual arcebispo é Victor Henry Thakur. Sua Sé é a Catedral São José (Raipur). Possui 63 paróquias.

## Prelados
|                          | Nome                           | Período    | Notas               |
| Arcebispos               | Arcebispos                     | Arcebispos | Arcebispos          |
| ------------------------ | ------------------------------ | ---------- | ------------------- |
| 2º                       | Victor Henry Thakur            | 2013-      | Atual               |
| 1º                       | Joseph Augustine Charanakunnel | 2004-2013  | Arcebispo emérito   |
| Bispos                   |                                |            |                     |
| 2º                       | Joseph Augustine Charanakunnel | 1992-2004  | Elevado à Arcebispo |
| 1º                       | Philip Ekka, S.J.              | 1984-1991  |                     |
| Prefeito apostólico      |                                |            |                     |
| 1º                       | John A. Weidner, S.A.C.        | 1964-1973  |                     |
| Administrador apostólico |                                |            |                     |
|                          | Francis Werner Hunold, S.A.C.  | 1975-1983  |                     |